# Britische Unterhauswahl 1857
Die Britische Unterhauswahl 1857 fand vom 27. März bis 24. April 1857 statt. Sie endete mit einem eindeutigen Wahlsieg der amtierenden Whig-Regierung unter Lord Palmerston.

Sitzverteilung im Unterhaus:
Whigs: 376 Sitze
Conservatives: 264 Sitze
Irische Unabhängige: 13 Sitze
Parlamentssprecher: 1 Sitz

## Vorgeschichte
Am 28. März 1854 erklärten das Vereinigte Königreich und Frankreich unter Napoleon III. gemeinsam Russland den Krieg, nachdem dieses trotz Warnungen in die unter osmanischer Oberhoheit stehenden Donaufürstentümer einmarschiert war. Der sich entwickelnde später so genannte Krimkrieg verlief anfangs für die Verbündeten wechselhaft. Insbesondere die verlustreiche Schlacht bei Balaklawa (25. Oktober 1854) und die sich lange hinziehende Belagerung der Festung Sewastopol (1854 bis 1855) sowie Berichte über Versorgungs- und Organisationsmängel bei den britischen Truppen ließen die britische Öffentlichkeit ungeduldiger werden. Am 29. Januar 1855 beschloss das Unterhaus mit 305 zu 148 Stimmen die Einsetzung eines Untersuchungsausschusses über die Kriegsführung. Der amtierende Premierminister Lord Aberdeen fasste dieses Votum als persönliches Misstrauensvotum auf und erklärte am Folgetag seinen Rücktritt. Sein Nachfolger im Amt des Premierministers wurde sein Kabinettskollege Lord Palmerston, der bisher das Amt des Home Secretary (Innenministers) bekleidet hatte. Am 11. September 1855 kapitulierte Sewastopol und Russland zeigte sich zu Friedensgesprächen bereit. Palmerston hätte den Krieg gerne noch weitergeführt um Russland noch weiter aus Europa herauszudrängen. Ihm schwebte die Wiedererrichtung eines unabhängigen Königreichs Polen und ein Wiederanschluss des Großfürstentum Finnlands an Schweden vor. Für diese Ziele war jedoch Frankreich, das in Bezug auf die eingesetzten Soldaten die Hauptlast des Krieges getragen hatte, nicht zu gewinnen, und am 30. März 1856 wurde der Pariser Frieden unterzeichnet, der den Krieg beendete. Der erfolgreich zu Ende gebrachte Krieg verschaffte der Regierung Palmerston in der britischen Öffentlichkeit einen erheblichen Popularitätsschub. 
Nach Ende des Krimkrieges kam es zu einem kurzen, etwa fünf Monate dauernden Kolonialkrieg mit Persien über die kollidierenden Interessen in Afghanistan, den das Vereinigte Königreich zu seinen Gunsten entscheiden konnte. Am 8. Oktober 1856 begann der Zweite Opiumkrieg, bei dem das Vereinigte Königreich, erneut im Bündnis mit Frankreich, gegen das Kaiserreich China der Qing-Dynastie vorging. Dieser Krieg war nicht unumstritten, und in einer am 3. März 1857 mit 263 zu 247 Stimmen verabschiedeten vote of censure tadelte das Unterhaus die Regierung. Dies nahm Palmerston zum Anlass, das Parlament aufzulösen und Neuwahlen auszurufen.

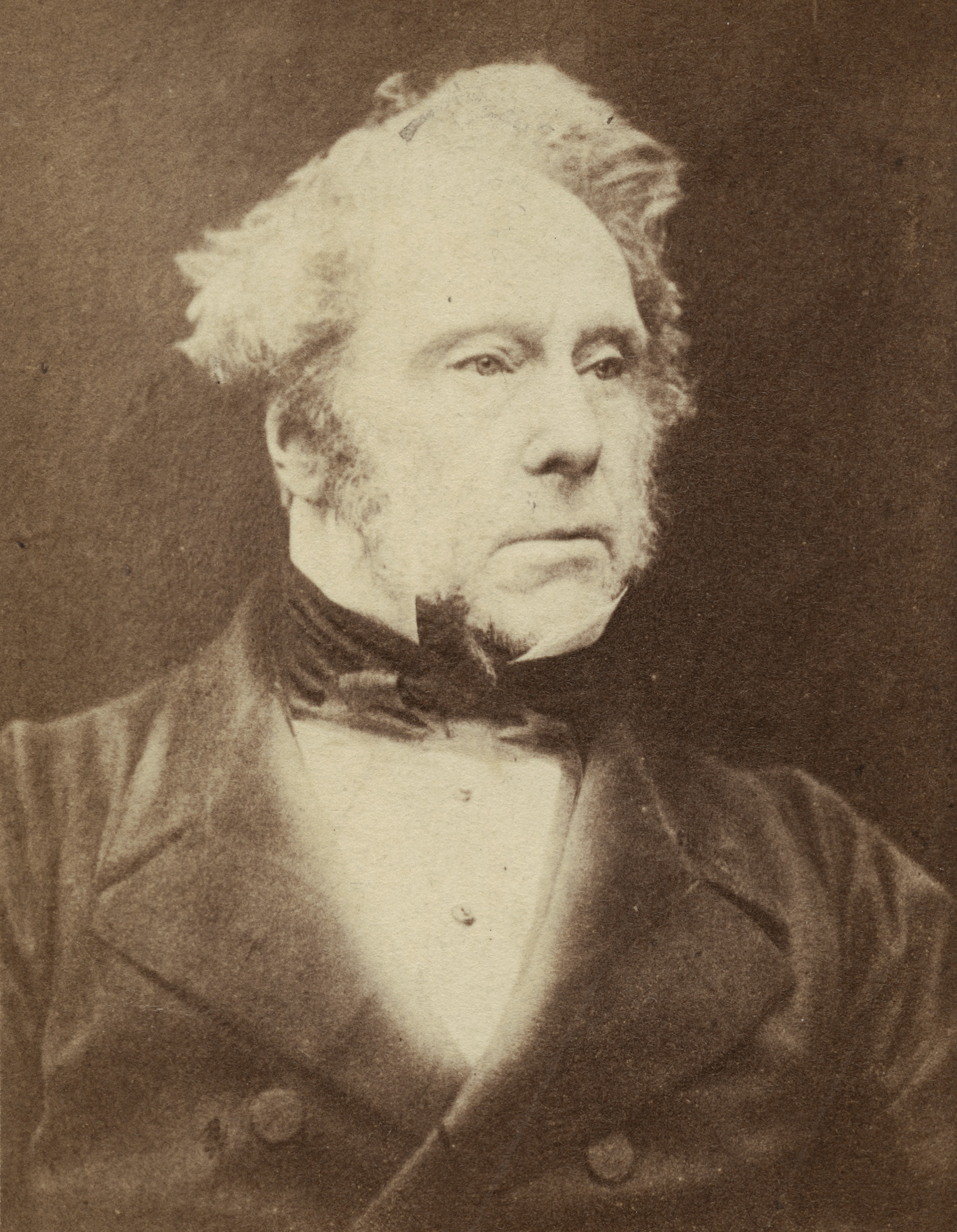
Henry John Temple, 3. Viscount Palmerston
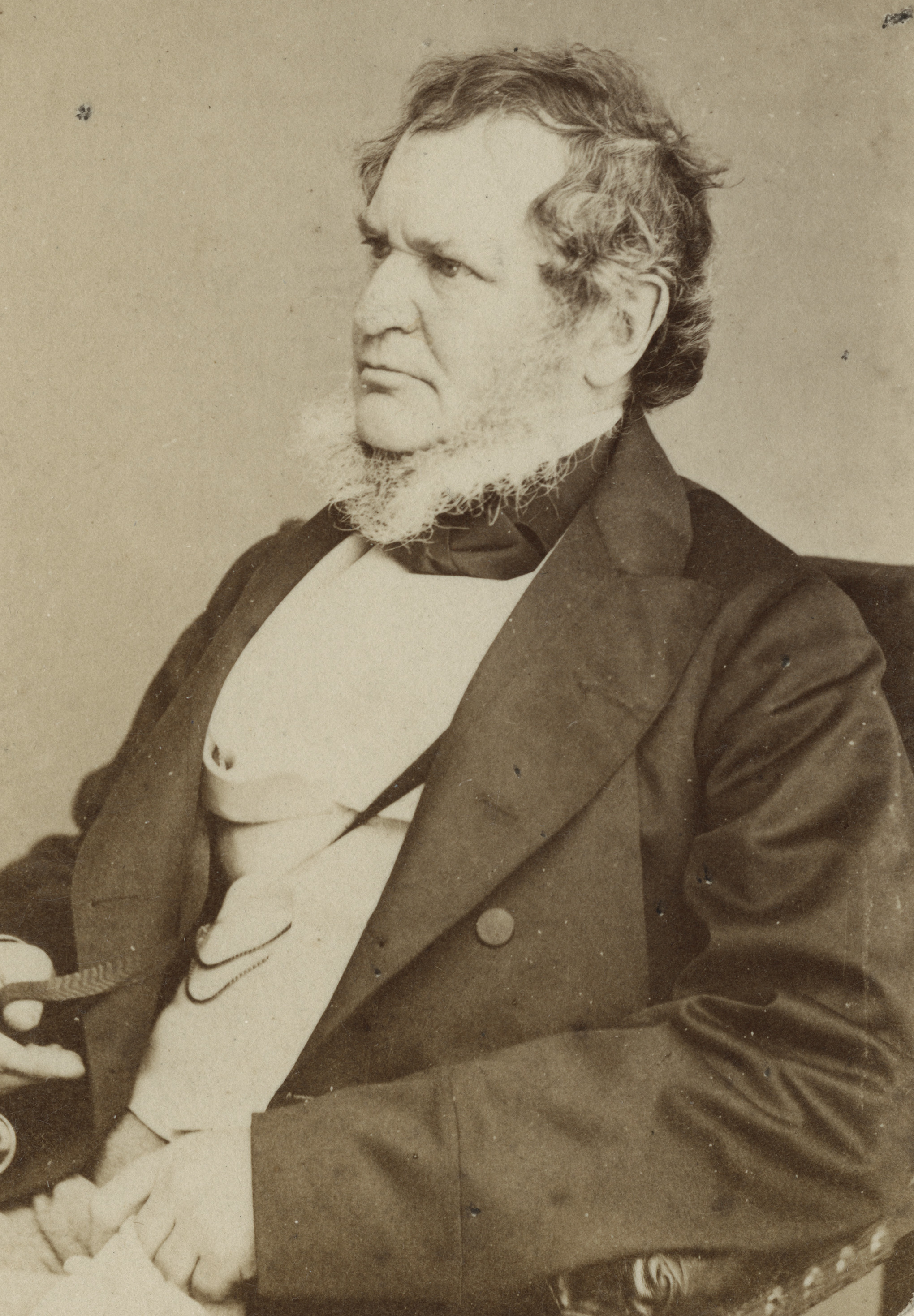
Edward Smith-Stanley, 14. Earl of Derby

## Wahlmodus
Gewählt wurden 654 Abgeordnete. Insgesamt stellten sich 878 Kandidaten zur Wahl, davon 328 ohne Gegenkandidaten. 460 Abgeordnete wurden in England, 103 in Irland, 53 in Schottland und 32 in Wales gewählt. Sechs Abgeordnete wurden durch Universitätsangehörige gewählt. Die Wahlkreisgrenzen waren zuletzt im Jahr 1832 geändert worden.

## Ergebnisse

### Gesamtergebnis
Die Wahl wurde vielfach als Plebiszit über die Person Palmerstons gesehen. Sie endete mit deutlichen Stimmen- und Mandatsgewinnen der Whigs. Lediglich in Irland mussten die Whigs Verluste hinnehmen, verteidigten jedoch auch dort ihre Mehrheit. Die Zahl der Wahlberechtigten lag bei etwa 1.235.530. Das Wählerregister war zuletzt vor acht Jahren aktualisiert worden. Die Wahlbeteiligung lag bei ungefähr 58,9 %.
| Partei | Partei              | Kandidaten | Kandidaten           | Stimmen | Stimmen | Stimmen | Sitze  | Sitze |
| Partei | Partei              | Gesamt     | ohne Gegen- kandidat | Anzahl  | %       | +/−     | Anzahl | +/−   |
| ------ | ------------------- | ---------- | -------------------- | ------- | ------- | ------- | ------ | ----- |
|        | Whigs               | 507        | 176                  | 464.127 | 065,1 % | +6,7 %  | 377    | +53   |
|        | Conservative Party  | 351        | 148                  | 239.712 | 033,1 % | −8,3 %  | 264    | −66   |
|        | Chartisten          | 01         | 0                    | 0.0614  | 00,1 %  | −0,1 %  | 0      | ±0    |
|        | Irische Unabhängige | 019        | 04                   | 012.099 | 01,7 %  | +1,7 %  | 13     | +13   |
| Gesamt | Gesamt              | 878        | 328                  | 716.552 | 100,0 % | –       | 654    | –     |

### Landesteile und Universitäten
| Partei        | Partei             | Kandidaten | Kandidaten           | Stimmen | Stimmen | Stimmen | Sitze   | Sitze   |
| Partei        | Partei             | Gesamt     | ohne Gegen- kandidat | Anzahl  | %       | +/−     | Anzahl  | +/−     |
| England       | England            | England    | England              | England | England | England | England | England |
| ------------- | ------------------ | ---------- | -------------------- | ------- | ------- | ------- | ------- | ------- |
|               | Whigs              | 362        | 112                  | 355.913 | 68,2 %  | +9,0 %  | 275     | +59     |
|               | Conservative Party | 255        | 102                  | 168.705 | 31,7 %  | −8,8 %  | 185     | −59     |
|               | Chartisten         | 1          | 0                    | 614     | 0,0 %   | −0,2 %  | 0       | ±0      |
|               | Gesamt             | 618        | 214                  | 525.232 | 100,0 % | –       | 460     | –       |
| Wales         |                    |            |                      |         |         |         |         |         |
|               | Whigs              | 17         | 12                   | 7.892   | 65,4 %  | +20,1 % | 15      | +3      |
|               | Conservative Party | 19         | 15                   | 3.586   | 34,6 %  | −20,1 % | 17      | −3      |
|               | Gesamt             | 36         | 27                   | 11.478  | 100,0 % | –       | 32      | –       |
| Schottland    |                    |            |                      |         |         |         |         |         |
|               | Whigs              | 49         | 25                   | 31.999  | 84,8 %  | −18,4 % | 39      | +6      |
|               | Conservative Party | 19         | 13                   | 4.060   | 15,2 %  | +18,4 % | 14      | −6      |
|               | Gesamt             | 68         | 38                   | 36.059  | 100,0 % | –       | 53      | –       |
| Irland        |                    |            |                      |         |         |         |         |         |
|               | Whigs              | 77         | 27                   | 67.935  | 47,8 %  | −5,9 %  | 48      | −15     |
|               | Conservative Party | 52         | 14                   | 61.741  | 43,6 %  | −2,7 %  | 42      | +2      |
|               | Unabhängige        | 19         | 4                    | 12.099  | 8,6 %   | +8,6 %  | 13      | +13     |
|               | Gesamt             | 148        | 45                   | 141.775 | 100,0 % | –       | 103     | –       |
| Universitäten |                    |            |                      |         |         |         |         |         |
|               | Whigs              | 2          | 0                    | 388     | 19,3 %  | –       | 0       | ±0      |
|               | Conservative Party | 6          | 4                    | 1.620   | 80,7 %  | –       | 6       | ±0      |
|               | Gesamt             | 8          | 4                    | 2.008   | 100,0 % | –       | 6       | –       |

## Nach der Wahl
Palmerston konnte sich durch das Wahlergebnis bestätigt fühlen und führte seine Regierung bis zum Folgejahr weiter.